# Suzy Williams
 Susan Dimiti "Suzy" Williams  es una cantautora estadounidense.
Saltó a la fama en el dúo musical Norman & Suzy Williams, se ha presentado en lugares que van desde el Carnegie Hall y el Lincoln Center hasta el Hotel Palmas en las Islas Canarias , y en cadenas de televisión y cine. Ha sido reseñada en publicaciones como Rolling Stone , The New York Times , Cosmopolitan y Los Angeles Magazine. Rolling Stone se refirió a su canto como una "mezcla de Bessie Smith , Sophie Tucker y quizás un rastro de Janis Joplin.

## Vida personal
Williams es cocinera profesional, profesora de yoga y activista política por causas locales y el Partido Paz y Libertad . Se casó con Bill Burnett , entonces miembro de la banda Long Tall Sally, en 1977. En 2001 se casó con Gerry Fialka , profesor de cine experimental, arte de vanguardia y redes sociales subversivas. Actualmente viven en Venecia y en Los Ángeles, California.

## Conjuntos musicales
- Stormin' Norman & Suzy (desde 1972) con Norman Zamcheck (piano), Dave Stringham (saxofón), Bobo Lavorgna (bajo) y Tom McDonald (batería)
- The Boners (desde 1986) con Bill Burnett (guitarra)
- Ariondo & Williams (1996-2006) con Nick Ariondo (acordeón) y Kahlil Sabbagh (vibráfono)
- Suzy Williams y Brad Kay (piano) (desde 2002)
- The Off-Their-Jingle-Bell Rockers (desde 2003) con Catherine Allison, Kathy Leonardo (guitarra), Marianne Lewis, Jon Eric Preston, Rory Johnston y Mikal Sandoval
- Los visones sonrientes (2004-2006) con Moira Smiley y Vessy Mink
- The Backboners (desde 2004) con Bill Burnett (guitarra), Ginger Smith y Kahlil Sabbagh (teclado, percusión)
- Suzy & Her Solid Senders (desde 2007) con Kahlil Sabbagh (director musical, vibráfono), Dan Weinstein (arreglista, trombón), Tim Moynahan (trombón), Brad *Kay (piano), Danny Moynahan (saxo tenor), Dan Heffernan (barítono) saxofón), Corey Gemme (trompeta), George Pandis (trompeta), Charlie Unkeless (trompeta), Dave Jones (contrabajo), Freddie Johnson (contrabajo), Nick Scarmack (batería) y Douglas Roegiers (hombre voz)
- Suzy Williams y Steve Weisberg (piano) (desde 2007)
- The Nicknamers (desde 2011) con Sam Clay (guitarra) y Eric Ahlberg (contrabajo)
- Suzy Williams (vocalista invitada) con la Steve Weisberg Orchestra (18 piezas) (desde 2012)
- Suzy Williams & Michael Jost (guitarra clásica) (desde 2015)

## Discografía
- 1975, Fantasy Rag[2] – Stormin’ Norman & Suzy, Perfect Crime Productions PCPS 10001
- 1978, Ocean of Love[2] – Stormin' Norman & Suzy, Polydor Records PD 1–6116
- 1989, Say Hello with Mr. & Mrz. Burnett – The Boners, There Must Be a Pony Records
- 2000, Brian Woodbury Songbook[3] – Brian Woodbury y Suzy Williams en "Hippies Rise!", Some Phil Records 634479640629
- 2005, Spine – The Backboners, Fun Chasers Records
- 2008, We Dreamed It All – The Backboners, Fun Chasers Records
- 2009, Live at the P & G Bar[4] – Stormin' Norman & Suzy, Abaraki Records
- 2010, Enjoy The Ride[5] – Suzy Williams, Superbatone Records (If You Can Believe Your Eyes and Ears)
- 2011, Music in the First Degree – Superbatone Records
- 2019, Bravo![6] – Suzy Williams & Michael Jost, Breakwater Records 888295870160